# Splice (phim)
Splice là một bộ phim khoa học-viễn tưởng kinh dị do Canada và Pháp hợp tác sản xuất năm 2010, do Vincenzo Natali viết kịch bản và làm đạo diễn, với các diễn viên chính Adrien Brody, Sarah Polley, và Delphine Chanéac. Ba nhà làm phim là Guillermo del Toro, Don Murphy và Joel Silver tham gia bộ phim với tư cách là giám đốc sản xuất.
Câu chuyện liên quan đến các thí nghiệm trong kĩ thuật di truyền được thực hiện bởi một đôi vợ chồng nhà khoa học trẻ. Họ đã cố cấy DNA của người vào bộ gen thú lai trong công trình nghiên cứu của họ.

## Cốt truyện
Hai kĩ sư di truyền học Clive Nicoli (Adrien Brody) và Elsa Kast (Sarah Polley) hi vọng sẽ đạt được danh tiếng bằng cách lai ghép các DNA của thú để tạo ra các sinh vật lai cho mục đích y học ở công ty N.E.R.D (Nucleic Exchange Research and Development - Nghiên cứu và phát triển sự trao đổi nucleic). Công trình của họ ban đầu tạo ra Fred, một sinh vật giống con sâu to bằng con chó, được dự tính sẽ làm bạn tình cho phiên mẫu giống cái của họ, Ginger. Sau khi cho chúng giao phối thành công, Clive và Elsa lên kế hoạch tạo một sinh vật người lai thú mà có thể làm một cuộc cách mạng khoa học. Nhưng chủ của họ là Joan Chorot (Simona Maicanescu) của công ty N.E.R.D. và William Barlow (David Hewlett) cấm họ làm điều đó. Thay vào đó, Clive và Elsa phải tìm và tách chiết lấy các protein của Fred và Ginger. Nhưng cả hai vẫn bí mật theo đuổi ý định của riêng mình. Họ đã phát triển nên một sinh vật cái còn sống được (do Abigail Chu đóng).
Mặc dù họ đã lập kế hoạch kết liễu con vật lai đó trước khi nó đi quá giới hạn, thì Elsa lại thuyết phục Clive để nó sống tiếp. Con vật lai về sau trở nên hung hăng và đã vài lần chích vòi vào Elsa. Có khi nó còn bỏ lại các bộ phận cơ thể trong một lần cố trốn thoát khi họ định giết nó, nhưng dù thế nào nó vẫn bị bắt. Họ còn nhận thấy rằng cô ta (con vật lai) đã lớn dần với một tốc độ kinh khủng. Có lần Clive cố gắng dìm chết nó nhưng không ngờ nó lại là loài luỡng cư. Elsa đặt tên cho sinh vật đó là "Dren" và không cho Clive xem Dren là một vật mẫu thí nghiệm.
Trong lúc nghiên cứu Dren, Elsa và Clive lơ là công việc với Fred và Ginger. Trong một buổi họp mặt công bố công trình của họ, Fred và Ginger đã đánh nhau dã man đến chết. Sau đó, người ta phát hiện rằng Ginger trước đó đã biến thành con đực một cách tự phát, nhưng Elsa và Clive đã quên để ý vì đang mải mê với Dren.
Elsa xây dựng mối quan hệ mẹ con với Dren. Rồi cô và Clive đưa Dren tới một nông trại biệt lập sau khi Dren tấn công người anh của Clive là Gavin (Brandon McGibbon). Ở đó, Dren phát triển xu hướng ăn thịt và có một đôi cánh có thể co rút lại. Dren bước vào thời kì truởng thành (do Delphine Chanéac đóng) và bắt đầu thấy chán vì bị nhốt trong kho thóc, nhưng Clive và Elsa sợ dẫn cô ta ra ngoài sẽ bị phát hiện. Clive còn phát hiện DNA người để tạo ra Dren là của Elsa, chứ không phải từ một người hiến tặng vô danh như Elsa nói. Khi Dren tấn công Elsa lần nữa, cô ta cắt bỏ vòi chích của nó đi, rồi dùng lớp mô sống từ chiếc vòi để tách chiết và tổng hợp protein để nghiên cứu.
Không lâu sau, Dren quyến rũ Clive và cả hai giao cấu với nhau. Elsa phát hiện và cảm thấy đau khổ. Clive và Elsa cãi nhau. Clive còn bắt tội Elsa đã không bao giờ muốn sinh con vì sợ mất quyền điều hành công việc; thay vào đó, cô ta chọn nuôi một đứa con từ thí nghiệm, mà ở đó quyền điều hành vẫn được đảm bảo. Quyết định giải pháp duy nhất là giết Dren, họ quay lại nông trại và thấy Dren đã chết.
William Barlow phát hiện ra DNA người trong các mẫu protein của Dren và cùng Gavin đến đó để điều tra. Elsa nói Barlow rằng Dren đã chết nhưng ông nghi ngờ cô ta. Elsa nói thi thể của Dren được chôn sau kho thóc. Vào lúc đó Dren biến đổi thành một gã đàn ông có cánh, rồi trồi lên từ nấm mộ và tấn công cả đám. Barlow và Gavin bị giết chết. Dren kéo Clive xuống một cái ao, nhưng Elsa đã cứu anh ta. Dren bắt được Elsa và hiếp dâm cô ta. Clive đến và dùng cây đâm vào lưng Dren. Dren cuộn người lại và quằn quại một hồi, Elsa lấy đá đập vào đầu hắn. Nhưng chưa kịp tiến hành thì Dren quất vòi chích ra và hạ chết Clive. Ngay lúc này thì Elsa mới thực sự bừng tỉnh, cô đã dùng đá đập chết vào đầu Dren lần nữa.
Kết phim, những tưởng trước cái chết của Clive sẽ giúp cho Elsa bừng tỉnh và sẽ lui về ở ẩn để ăn năn về tội lỗi của mình, nhưng không, cô đã mang trong mình dòng máu của Dren, và cô đã có bầu. Cô dự định sẽ sinh nó ra, tiếp tục làm thí nghiệm và chấp nhận nhận một khoản tiền lớn từ phía công ty cho hành động đó.

## Diễn viên
- Adrien Brody: Clive Nicoli
- Sarah Polley: Elsa Kast
- Delphine Chanéac: Dren (lớn)
- Brandon McGibbon: Gavin Nicoli
- Simona Maicanescu: Joan Chorot
- David Hewlett: William Barlow
- Abigail Chu: Dren (nhỏ)

## Sản xuất
Kịch bản của Splice được viết bởi đạo diễn Vincenzo Natali và 2 nhà biên kịch Antoinette Terry Bryant and Doug Taylor. Kịch bản ban đầu được dự tính sẽ phỏng theo bộ phim Natali's Cube (1997), nhưng vì lý do kinh phí và công nghệ hạn chế nên dự án bị hoãn lại. Năm 2007, dự án phát triển tích cực khi có sự hợp tác gồm 75% của Canada và 25% của Pháp, kinh phí đầu tư lên tới 26 triệu đô-la. Đạo diễn Vincenzo Natali mô tả bộ phim rằng:" Phim Splice nói rất nhiều về tương lai của ngành di truyền học và cách thức mà khoa học đang dần tiến đến với nhiều thứ không còn là điều viễn tuởng. Đây là một bộ phim nghiêm túc và có cảm xúc. Và có cả sex... cái sex rất không bình thường. Trọng tâm của bộ phim là một sinh vật đã trải qua một quá trình tiến hóa kinh ngạc. Mục đích là tạo ra thứ gì đó có thể gây sốc nhưng cũng tế nhị và tin tuởng được."
Tháng 10 năm 2007, hai diễn viên Brody và Polley được phân vào vai chính. Công việc sản xuất bắt đầu từ sau tháng 11 tại Toronto, Ontario. Tập đoàn Telefilm Canada đã hỗ trợ cho 2,5 triệu đô-la Mỹ. Bộ phim được bấm máy tại Toronto và kết thúc vào tháng 2 năm 2008.
Trong một buổi phỏng vấn, khi được hỏi có bộ phim tiếp theo không, Natali đáp rằng, "Tôi không nghĩ là có. Cũng có thể, nhưng nó sẽ được thực hiện ở Mỹ và tốn rất nhiều tiền, nhưng dù cái kết của bộ phim có vẻ là có phần tiếp theo, thì đó cũng là điều tôi không bao giờ dự định. Tất cả bộ phim của tôi đều kết thúc bằng một câu hỏi, và có phần úp mở, những bộ phim đó có ngụ ý dẫn đến sự khởi đầu của một câu chuyện khác. Tôi thích để lại trong lòng khán giả một thứ gì đó để suy tư."

## Phân phối
Bộ phim được ra mắt vào ngày 6 tháng 10 năm 2009 tại Liên hoan phim Sitges đã thắng giải thưởng "Kĩ xảo xuất sắc nhất" và được đề cử cho giải "Bộ phim hay nhất". Bộ phim cũng là một phần của Liên hoan phim Sundance tại thành phố Park, bang Utah (Hoa Kỳ). Sau cuộc đấu thầu với công ty Apparition, The Weinstein, Newmarket Films, Samuel Goldwyn Films và nhà phát hành First Look Studios, công ty Dark Castle Entertainment đã mua lại bộ phim vào tháng 2 năm 2010. Bộ phim cùng được hãng Warner Bros phát hành rộng rãi ở Mỹ vào ngày 4 tháng 6 năm 2010. Trailer của Splice được đính kèm chung với phim Kẻ thua cuộc (2010) và Ác mộng trên phố Elm (2010)

### Truyền thông tại nhà
Splice được phát hành dưới dạng đĩa DVD và Blu-ray vào ngày 5 tháng 10 năm 2010 ở Mỹ và ngày 29 tháng 11 năm 2010 ở Anh.

## Tiếp thị

### Tiếp nhận phê bình
Bộ phim nhìn chung đều được các nhà phê bình đánh giá tích cực. Trang web tổng hợp đánh giá Rotten Tomatoes cho biết 75% đã cho bộ phim một đánh giá tích cực dựa trên 178 ý kiến, với số điểm trung bình 6.6/10. Các đánh giá đều nhất trí rằng: "Không chú trọng hoàn toàn vào tiền đề kinh dị mà đáng lý phải có, Splice xử lý tốt việc chiêu đãi các fan kinh dị một cách thông minh". Còn trang tổng hợp đánh giá Metacritic thuởng cho bộ phim số điểm 65/100 dựa trên 34 ý kiến, cho thấy "các ý kiến nhìn chung đều đồng nhất".
Các diễn viên trong buổi chiếu phim nói rằng "Splice có hài huớc, có kinh dị và gây sốc mọi người ngay. Đây là một lời bình có thể gây xáo trộn điều mà khoa học đang tiến đến, và lời bình này cũng không dễ quên mất ngay cả khi các bạn rời rạp phim".
Richard Roeper chỉ trích Splice, cho là một trong những phim tệ nhất năm 2010. Ông chấm bộ phim một điểm D+, nói nó là "lố bịch" nhưng cũng cho lời khen khi bộ phim có cố gắng để trở nên khác biệt.

### Phòng vé
Bộ phim bắt đầu phát hành rộng rãi vào ngày 4 tháng 6 năm 2010 thu được 7,4 triệu đô-la trong tuần đầu tiên ở 2.450 rạp chiếu, trung bình mỗi rạp thu được 3.014 đô-la.

### Giải thuởng
Splice đạt được giải thuởng vàng phòng vé của Phim truyền hình Canada, rinh về 40.000 đô-la Canada, vì là phim truyện Canada bằng tiếng Anh đạt doanh thu cao nhất năm 2010.
Bộ phim còn được đề cử là Phim khoa học viễn tưởng hay nhất cho Giải Sao Thổ thứ 37, nhưng bị thua phim Kẻ cắp giấc mơ, một bộ phim khác cũng do Warner Bros phát hành.